# Michel Courtiols
Pas d'image ? Cliquez ici

a Compétitions nationales et continentales officielles uniquement.

b Matchs officiels uniquement.
Michel Courtiols, né le 27 avril 1965 à Fumel, est un joueur de rugby à XV, qui a joué avec l'équipe de France, Cahors Rugby et le CA Bèglais, évoluant au poste de troisième ligne aile. Il a été formé à Villeneuve-sur-Lot.
Il a joué plusieurs années le tournoi des V nations en équipe de France B, gagné le match du retour des Springboks sur la scène internationale à Bordeaux en 1992 avec les espoirs français 24-17.
Bien que sélectionné pour la Coupe du monde 1991, il ne disputera aucun match durant la compétition. 
Il a participé à plusieurs tournois internationaux de rugby à sept, dont 3 fois Hong-Kong et porta le maillot des barbarians français.

## Carrière de joueur

### En club
- Stade cadurcien
- CA Bègles-Bordeaux

### En équipe nationale
Il a disputé son premier test match le 22 juin 1991 contre l'équipe de Roumanie, et son dernier test match contre l'équipe du pays de Galles, le 4 septembre 1991.

## Palmarès

### En club
Avec le CA Bègles-Bordeaux
- Championnat de France de première division :
  - Champion (1) : 1991
- Challenge Yves du Manoir :
  - Finaliste (1) : 1991

## Statistiques en équipe nationale
- Sélections en équipe nationale : 3
- Sélections par année : 3 en 1991